# Gebstedt
Gebstedt este o comună din landul Turingia, Germania.